# Обыкновенная квакша
Обыкновенная квакша, или древесница (лат. Hyla arborea) — лягушка из рода квакш до 5 см длиной.

## Внешний вид
Квакша — небольшая лягушка с максимальной длиной тела 53 мм (в Европе до 60 мм). Окраска очень изменчива, может меняться буквально на глазах, в зависимости от цвета субстрата и физиологического состояния. Сверху от травянисто-зелёного до тёмно-серого, синеватого или бурого цвета. По бокам головы и туловища проходит тёмная с белой каемкой сверху полоса, которая около паховой области образует петлю. Снизу белого или желтоватого цвета. У самцов горло тёмное.

## Ареал
Встречаются на большей части Центральной и Западной Европы (за исключением Пиренейского полуострова и южной Франции), а также на Балканском полуострове и Крите. Восточная граница ареала проходит по центральной Польше и Румынии. На севере границы доходят до Великобритании (здесь интродуцирована), северо-западной части Нидерландов, Норвегии. На территории бывшего СССР фиксировалась только в Закарпатье в районе Ужгорода. Другие находки квакш из европейской части бывшего СССР относятся к восточной квакше.

## Размножение
Весной квакши пробуждаются в конце марта — начале апреля, в Молдове в первой декаде апреля, в Карпатах и Крыму в апреле-мае, на Кавказе в начале марта, при температуре воздуха 8—12° С. Иногда им приходится преодолевать до 750 м, чтобы попасть в водоем. Самцы, приходящие первыми, концентрируются по краю водоема.

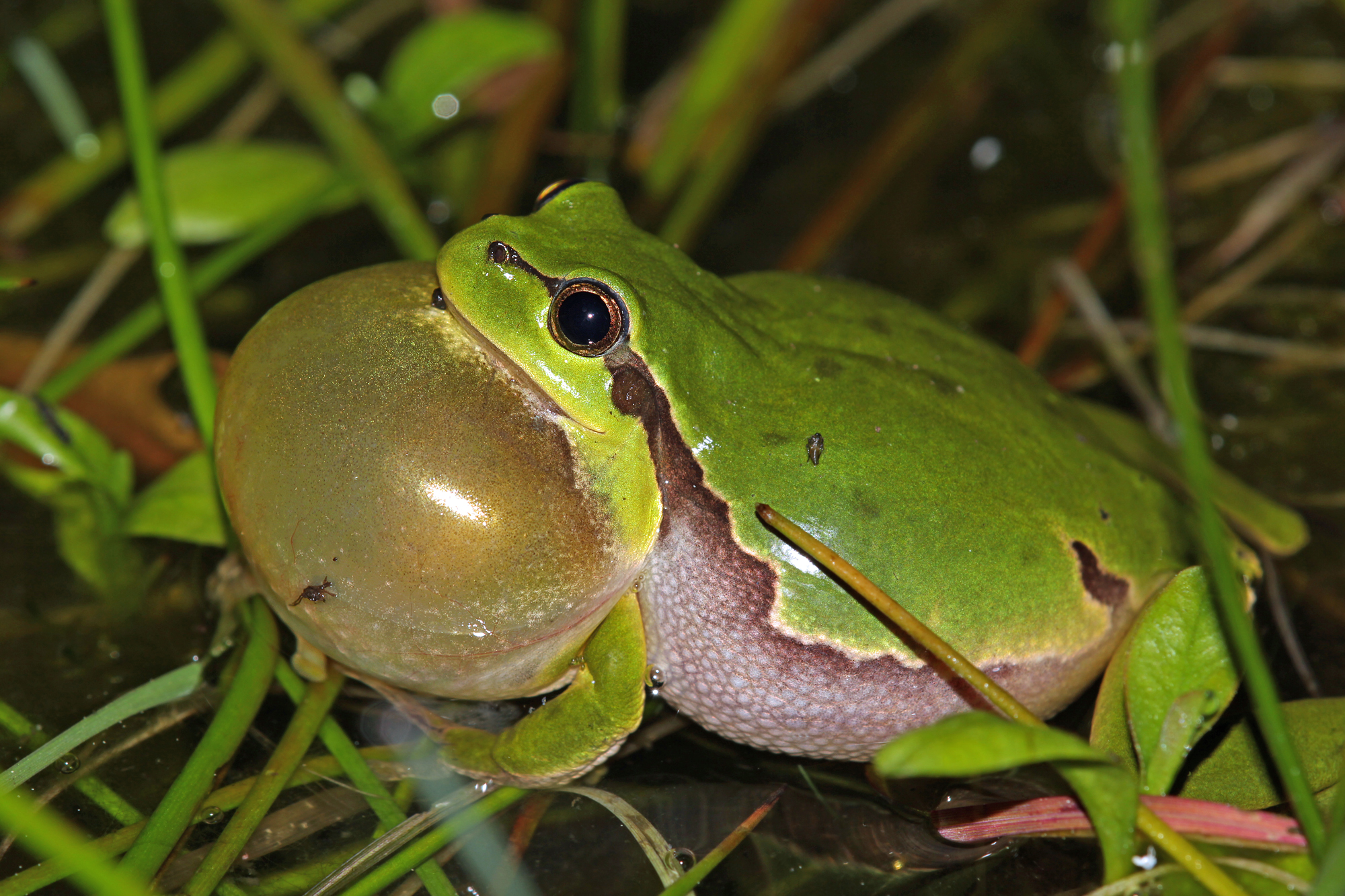
Поющий самец квакши с раздутым горловым мешком-резонатором

Для размножения используют различные хорошо прогреваемые водоемы со стоячей водой и растительностью. Это могут быть мелкие водоемы на просеках или опушках леса, лужи, болотца, мелиоративные канавы, мелководная прибрежная часть озёр. В реках и других проточных водоемах квакши икру не откладывают. Интенсивные ночные концерты, устраиваемые самцами, могут продолжаться до конца мая.
Нерест происходит при температуре воды 13°С. Самка откладывает около 690—1870 икринок несколькими порциями в виде небольших комочков (в Молдове 15—21 комочков по 21—56 икринок). Кладки лежат на дне водоема или прикреплены к растениям. Период икрометания растянут и длится с начала апреля до конца июля, на Кавказе с конца марта до мая. Диаметр икринки с оболочкой 3—4,5 мм, яйцеклетки 1,0—1,6 мм. Эмбриональное развитие длится около 8—14 суток. Размер личинок после выклева 8—9 мм. Личиночное развитие продолжается 45—90 суток. Перед метаморфозом головастики достигают длины 46—49 мм. В Карпатах отмечены случаи зимовки личинок. Сеголетки длиной 10—17 мм и более выходят на сушу в дневное время в июле — начале сентября. В отличие от взрослых они весьма активны днем и держатся в основном на траве у водоемов.

## Фото

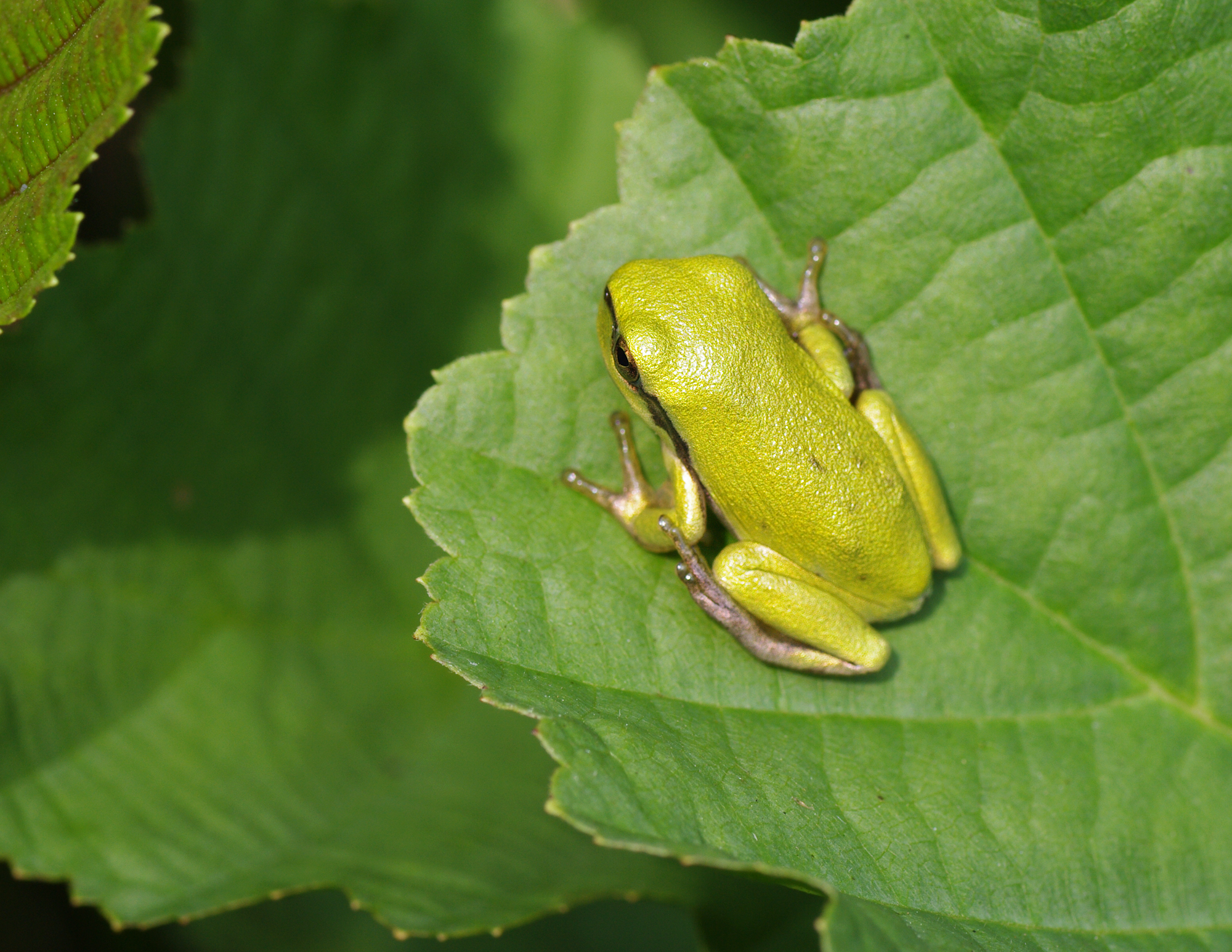
Молодая квакша
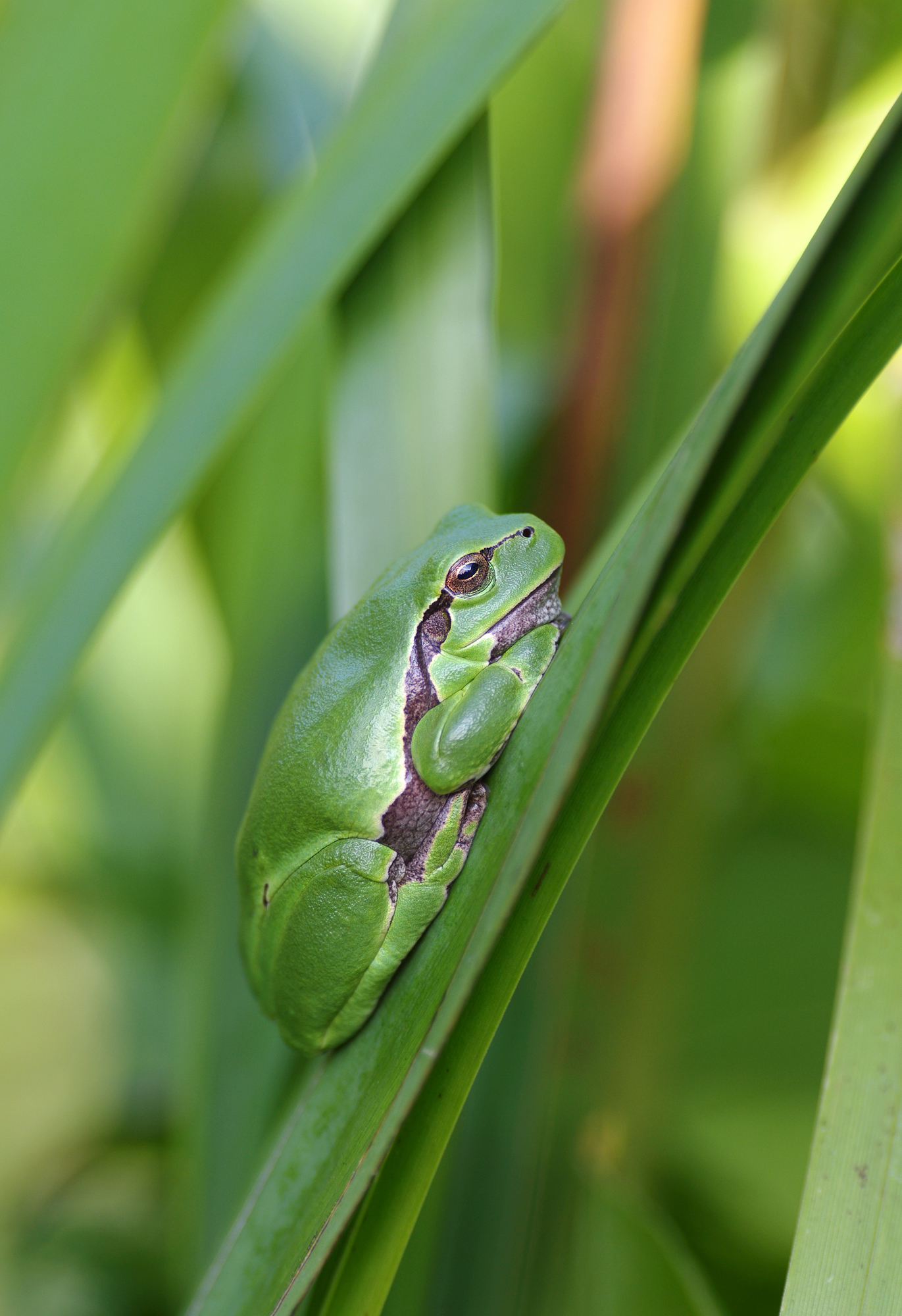
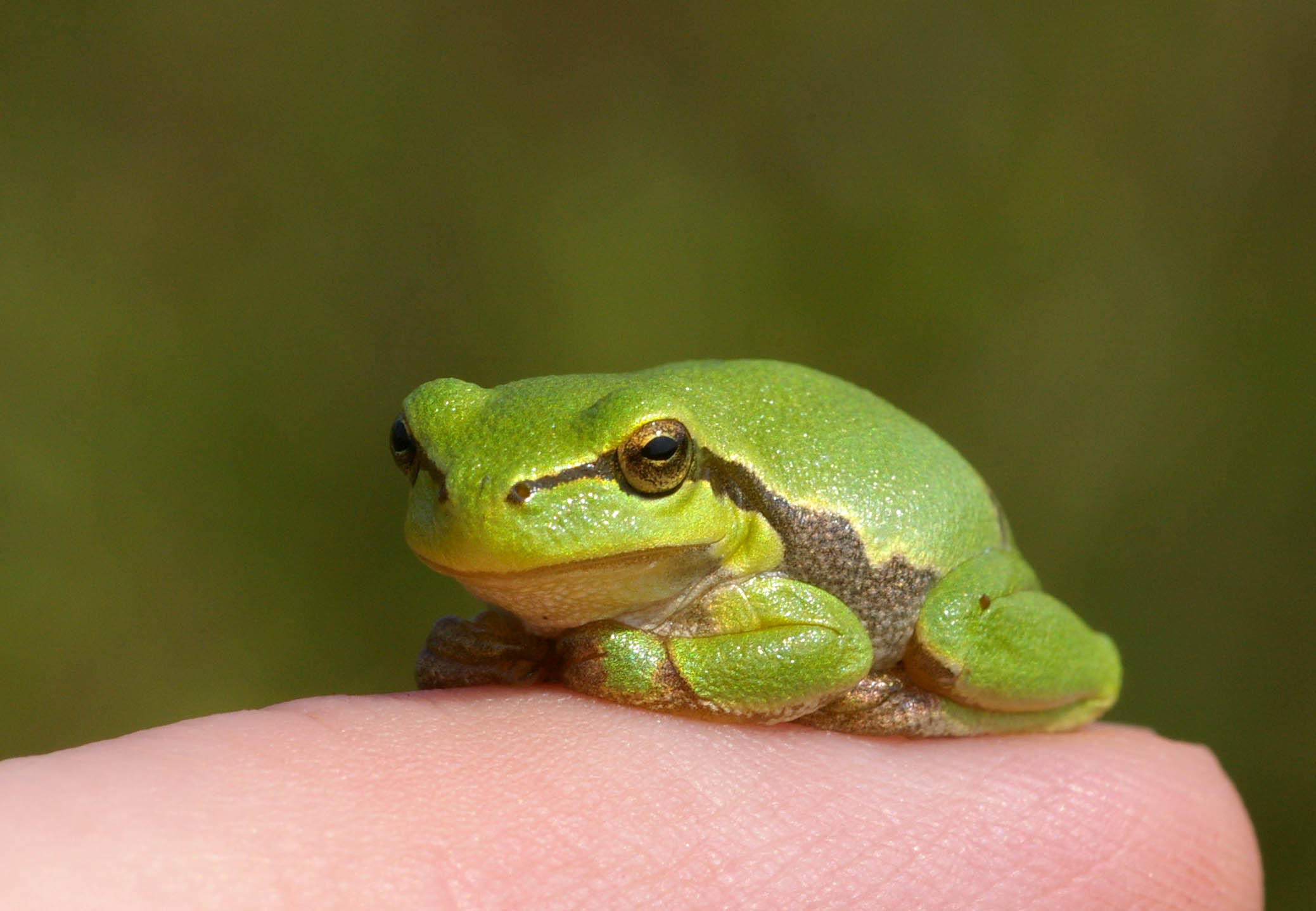
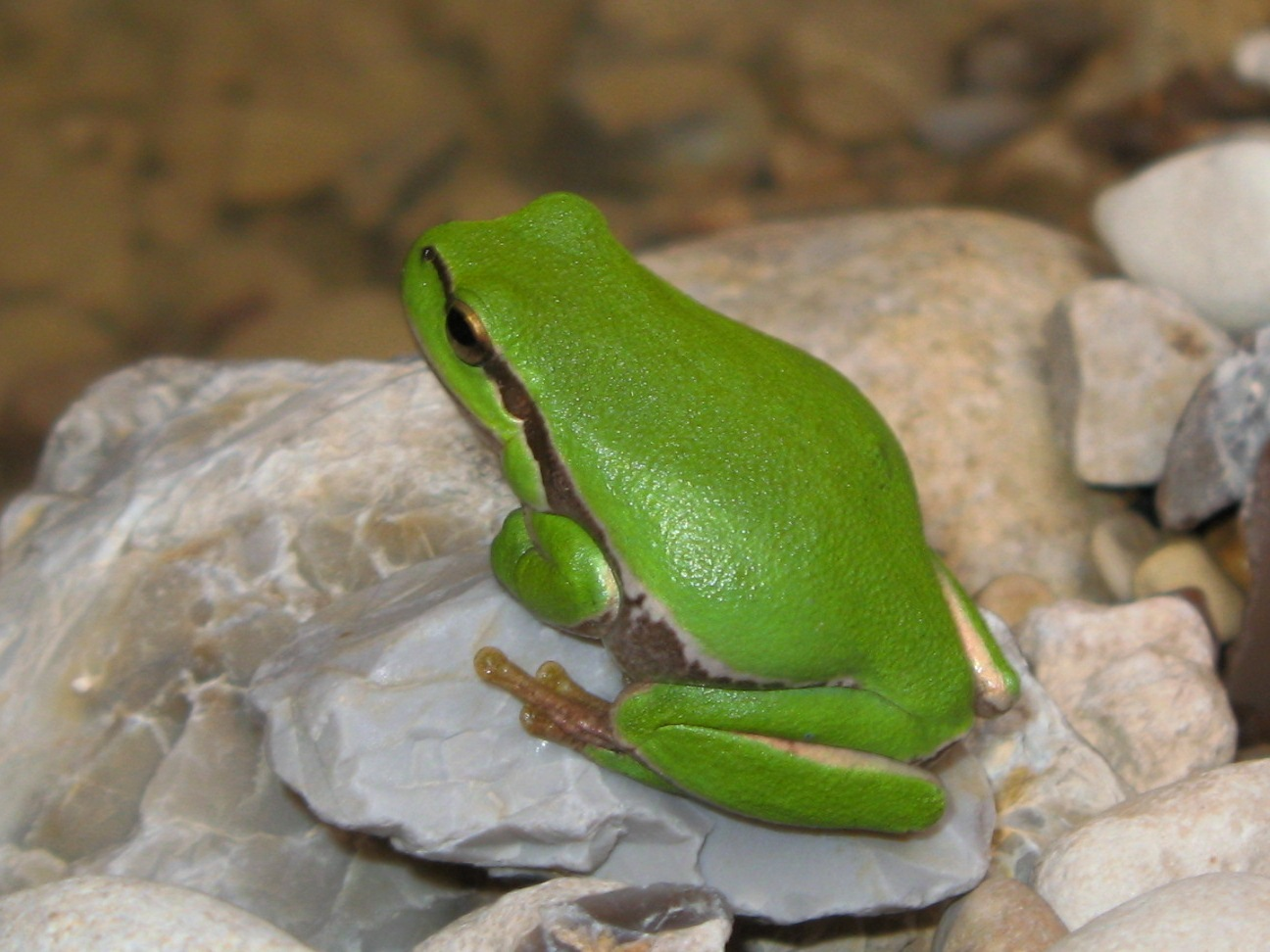
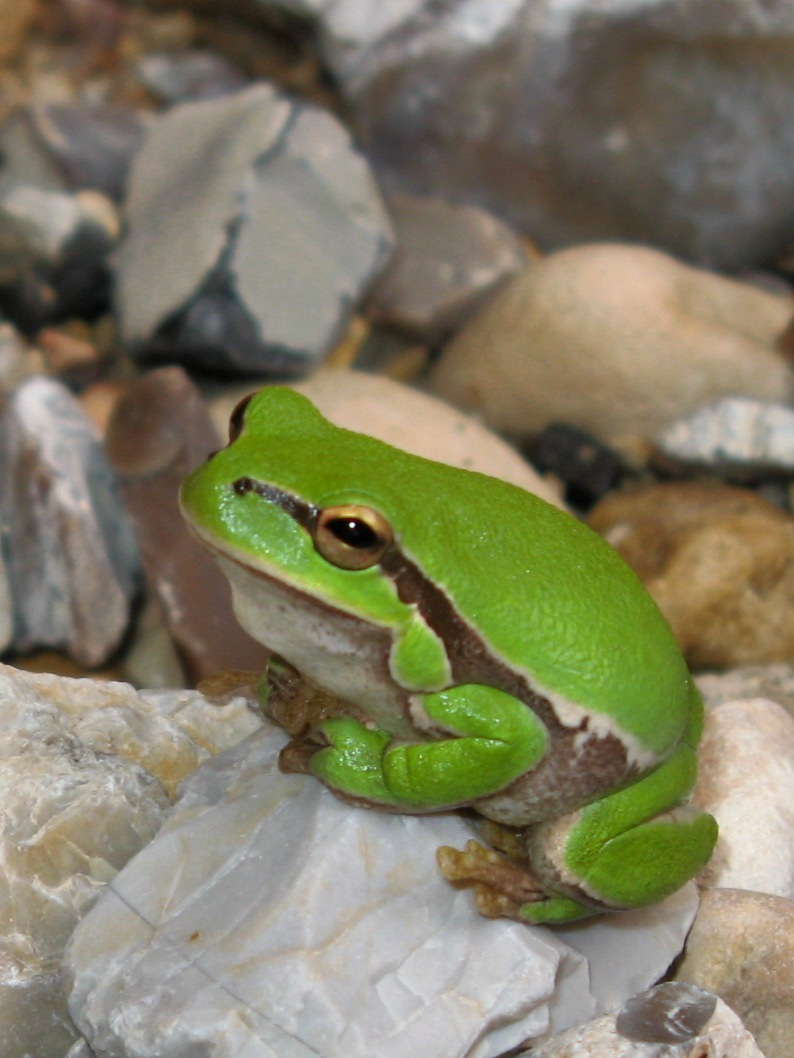
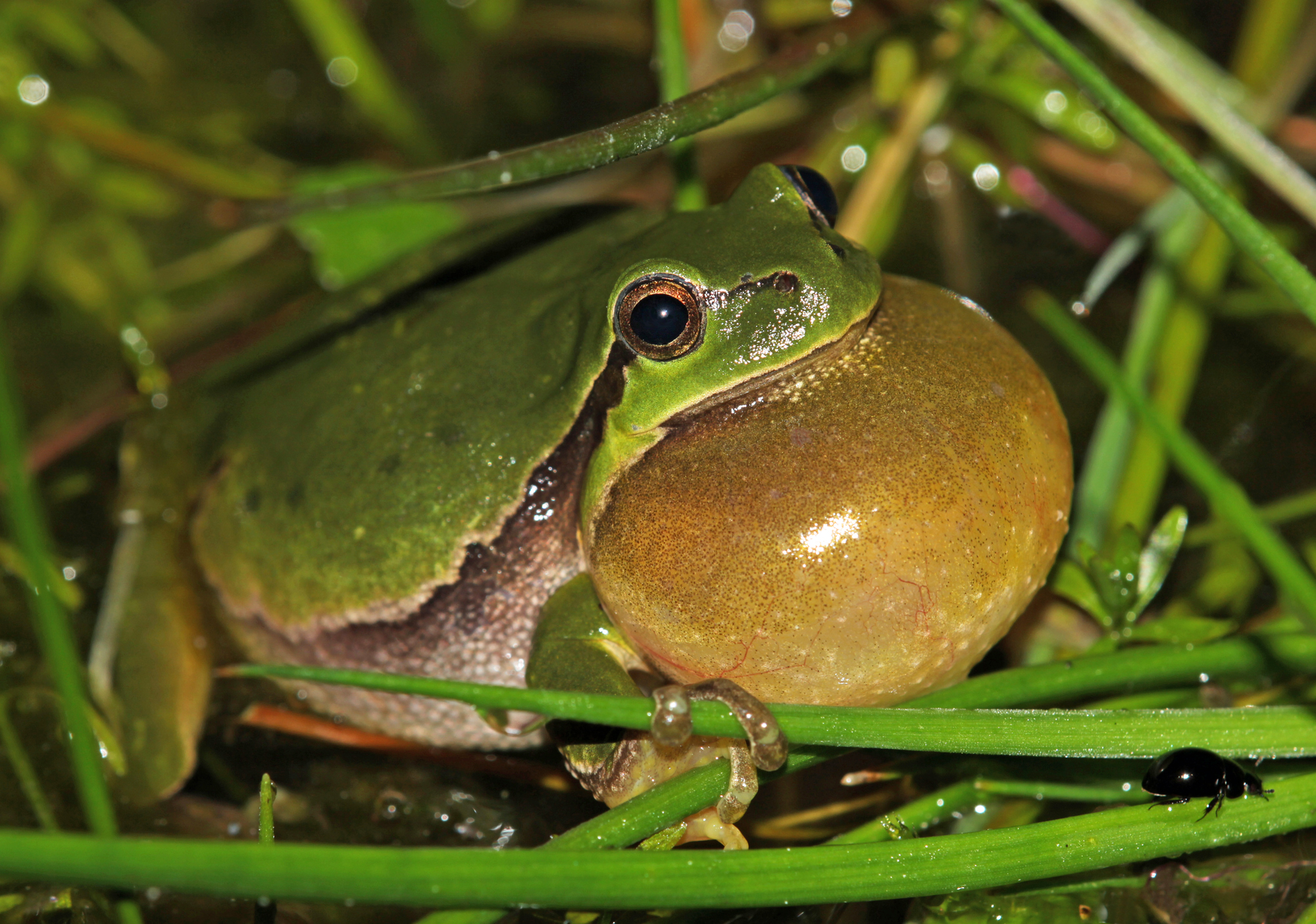
Поющий самец
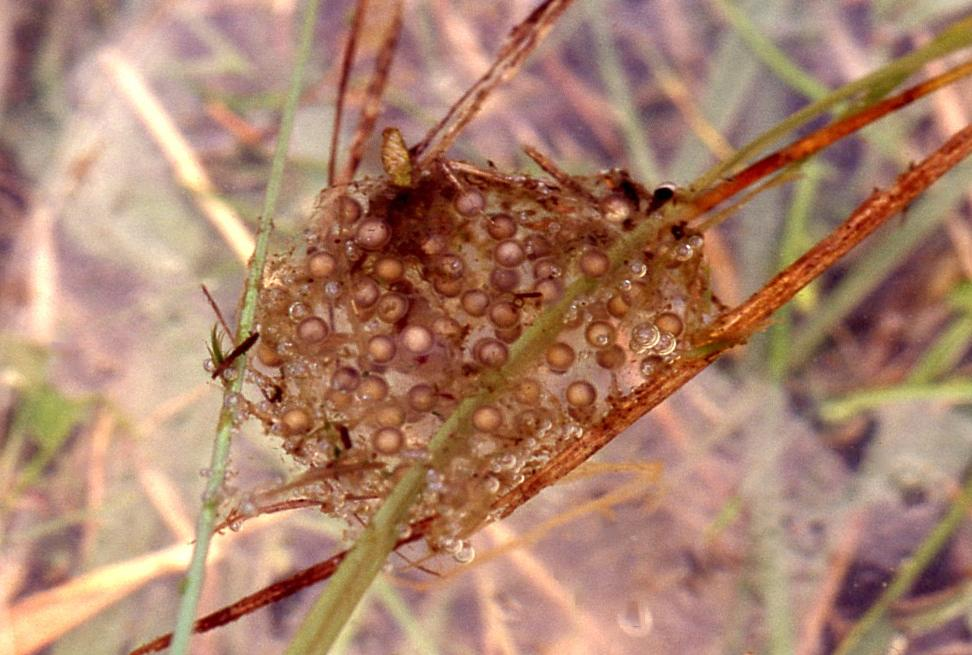
Кладка икры квакши
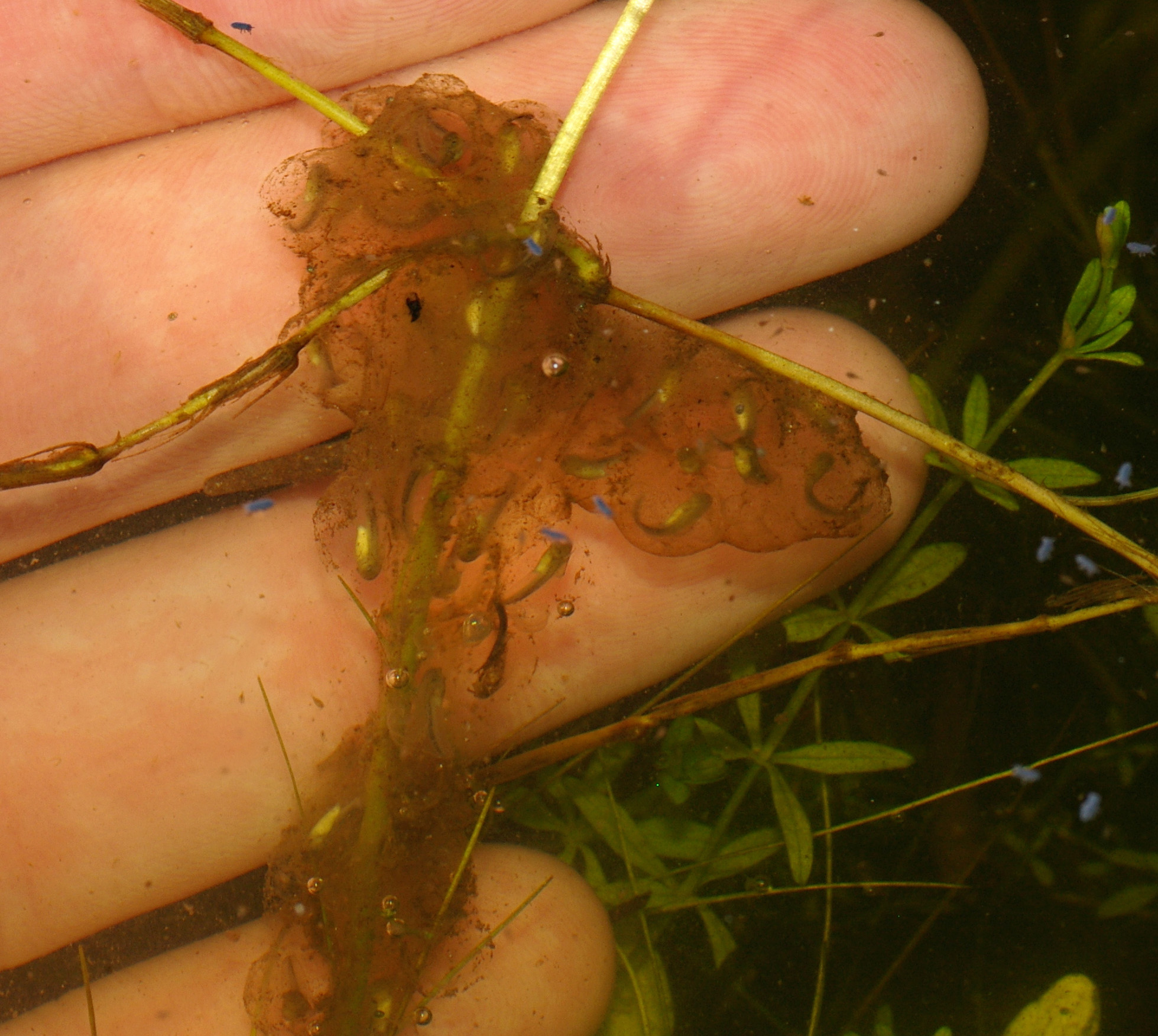
Выклёвывающиеся головастики
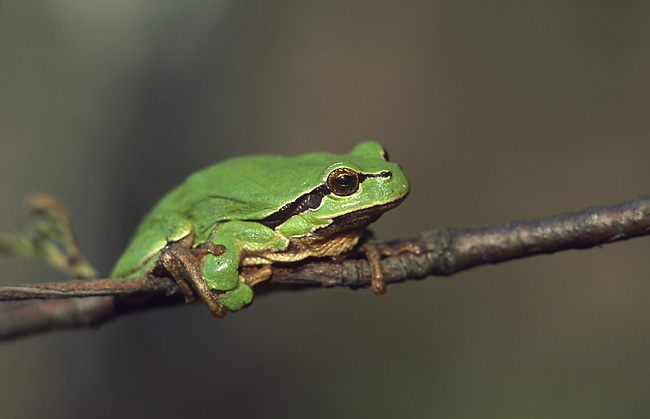
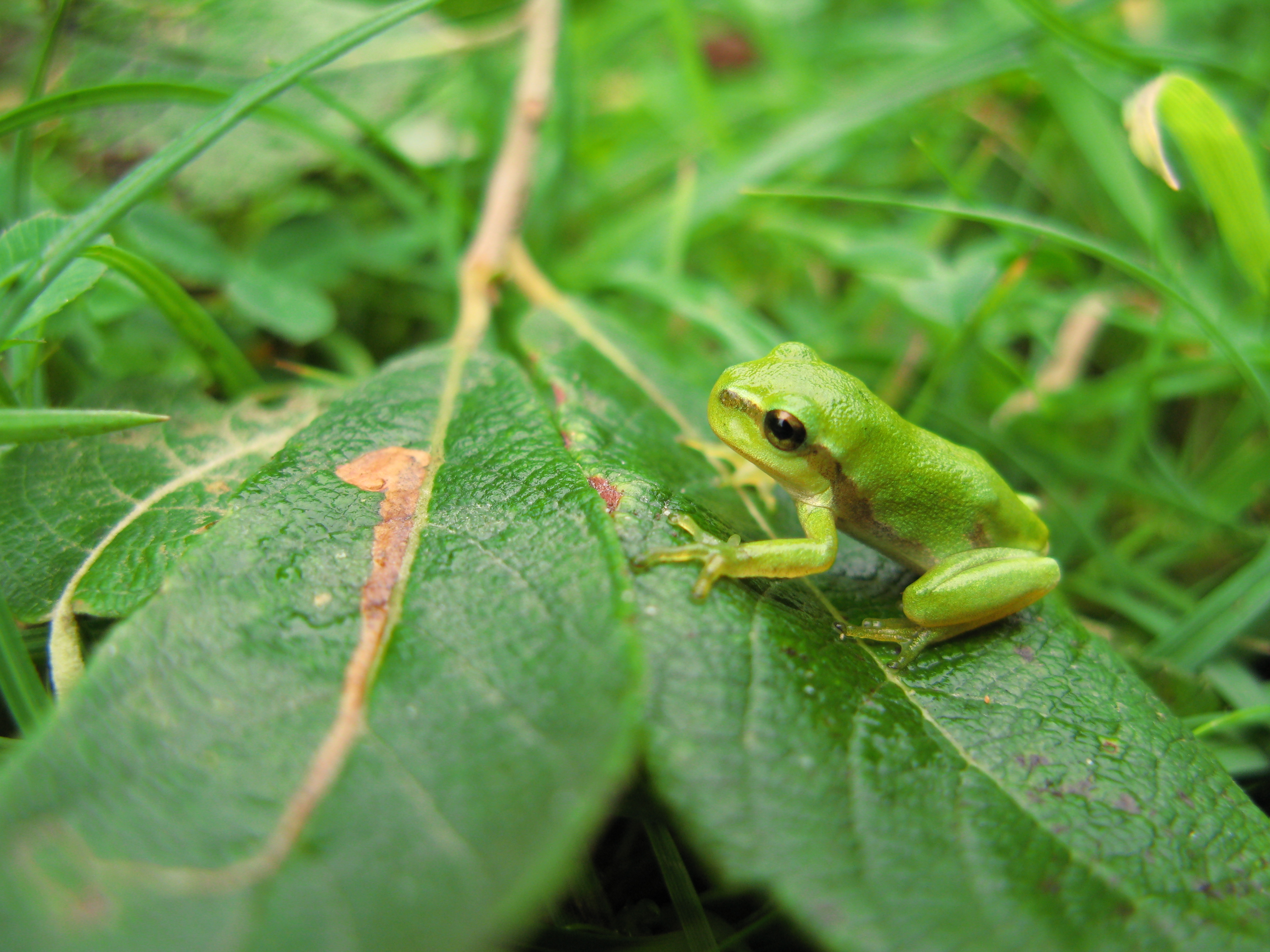
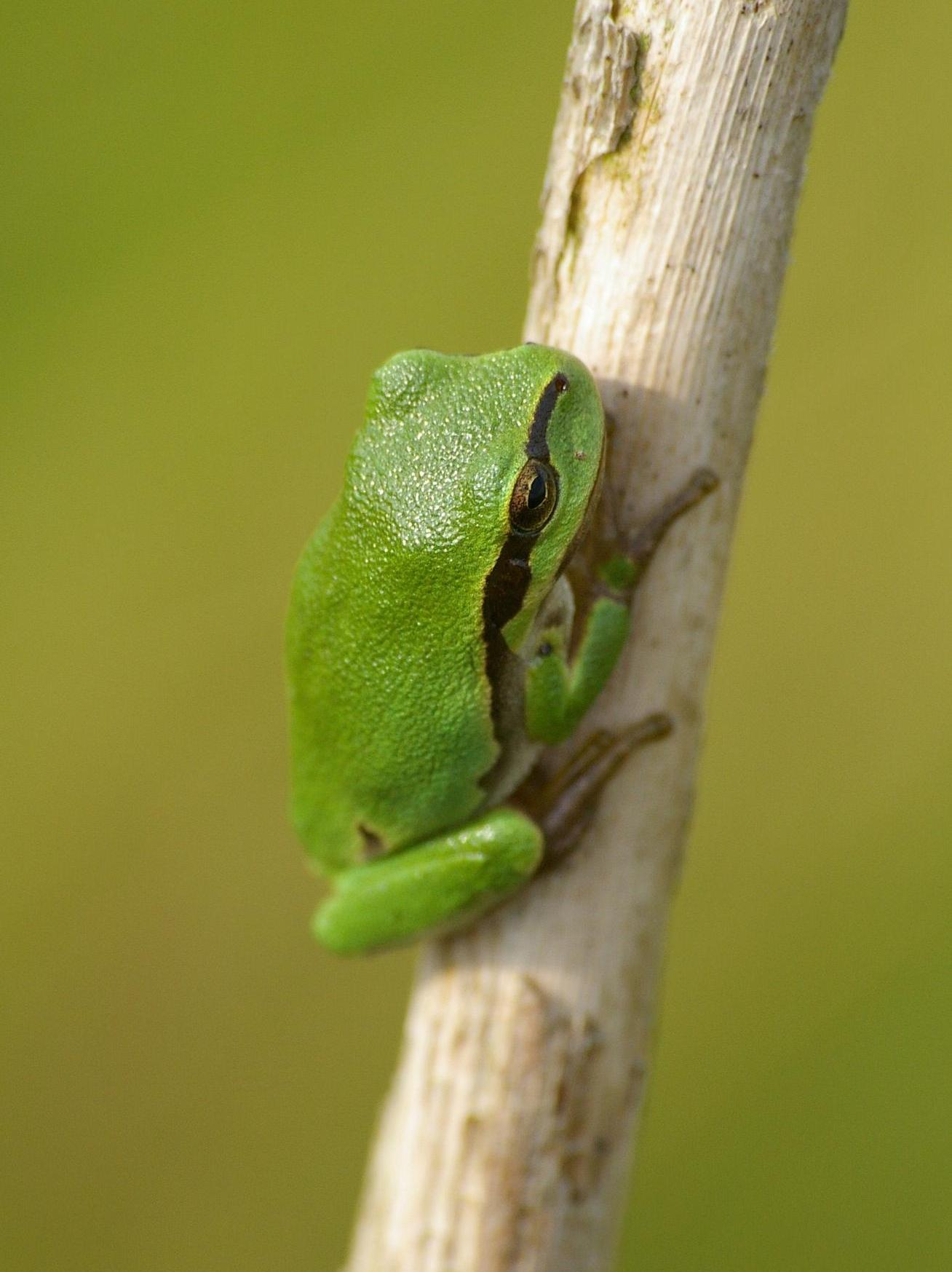